# Josiane Bost
Josiane Bost (* 7. April 1956 in Tournus) ist eine ehemalige französische Radrennfahrerin und Weltmeisterin.
Josiane Bost war in den 1970er Jahren eine der stärksten Rennfahrerinnen Frankreichs. 1977 und 1978 wurde sie Französische Meisterin in der Einerverfolgung, 1978 zudem im Sprint. Zudem belegte sie zahlreiche Podiumsplätze in diesen Bahnradsport-Disziplinen.
Dreimal wurde sie auch Französische Vize-Meisterin auf der Straße. 1977 errang sie in San Cristóbal den Weltmeister-Titel auf der Straße.